# ختم البريد الآلي
ختم البريد الآلي أو الإلغاء الآلي هو ختم بريدي أو إلغاء يُطبّق على أغلفة رسائل البريد بواسطة جهاز آلي بدلاً من استخدام ختم يدوي. تُطبّق جميع أجهزة الإلغاء الآلي تقريبًا ختم البريد والإلغاء في آنٍ واحد. في حين تُلغى بعض الرسائل باستعمال الأختام اليدوية، فإن الإلغاء الآلي شائع، وفي الدول الصناعية، تُلغى الغالبية العظمى من الرسائل آليًا.

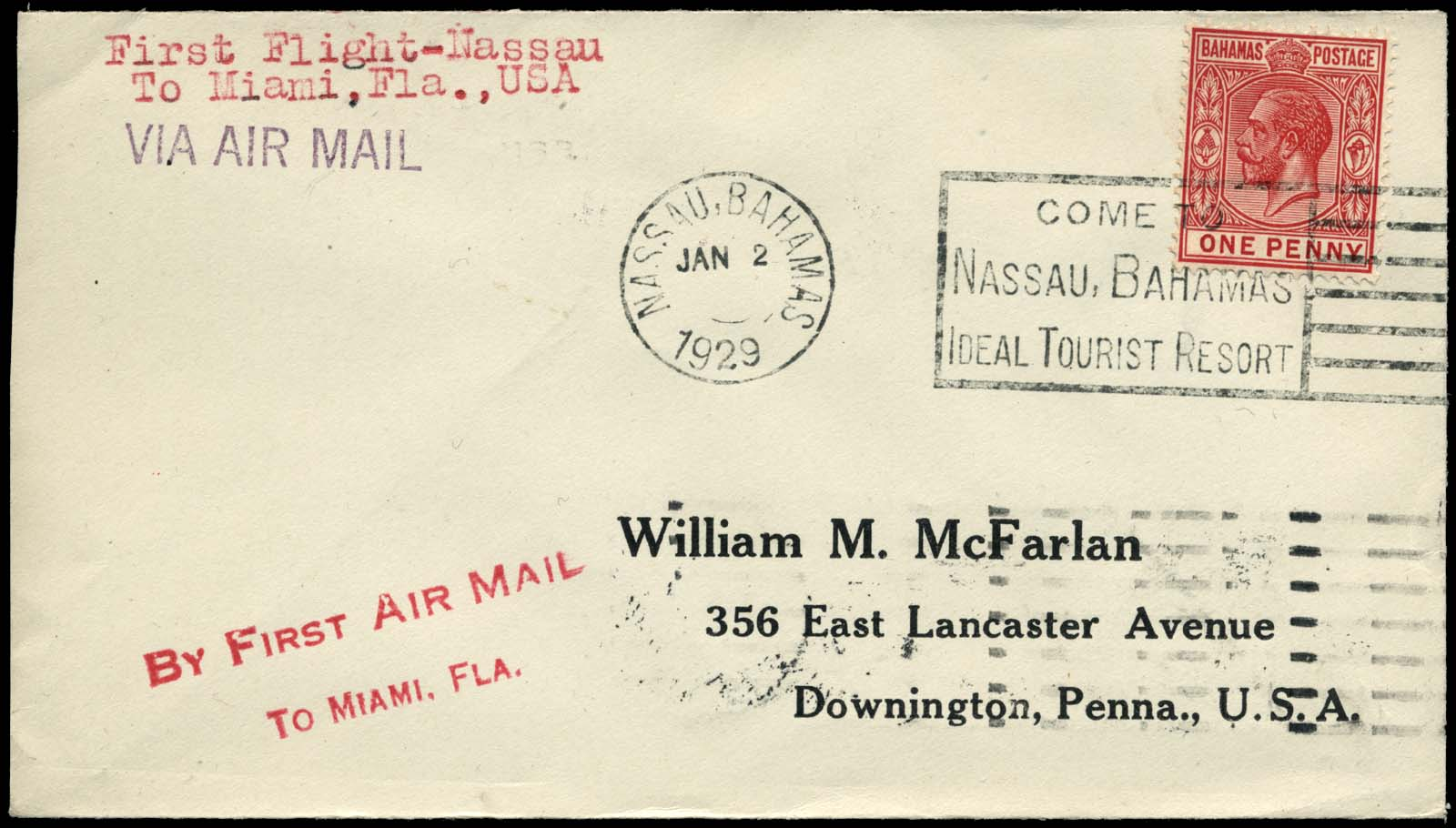
تم استعمال ختم إلغاء بواسطة الآلة عام 1929 لإلغاء طابع بريدي بقيمة 1 بنس على غلاف أول رحلة من ناسو إلى ميامي

في الولايات المتحدة، طوّر توماس ليفيت أول آلة ختم بريد ناجحة في عقد السبعينيات من القرن التاسع عشر، وكانت أغلفة البريد معروفة منذ عام 1876. وبحلول عام 1880، كانت آلات ليفيت تُستخدم في عشرين مدينة. تنوعت أشكال الإلغاءات، بما في ذلك الخطوط الأفقية والقطرية، بالإضافة إلى أشكال دائرية تسمى "كرة القدم". وسرعان ما دخلت شركة آلات البريد الأمريكية هذا المجال، حيث ظهرت أختام البريد منذ عام 1884، وحققت نجاحًا كبيرًا بفضل آلة ختم البريد اشتهرت بسرعة معالجتها.
قدمت شركة APMC شعار العلم عام 1894، والذي استخدم الخطوط المتموجة للشعار لرسم صورة تقريبية للعلم الأمريكي. خلال عقد التسعينيات من القرن التاسع عشر، دخلت عشرات الشركات الأخرى هذا المجال، على الرغم من أن معظمها لم يدم طويلًا، ولم يمضِ على تأسيسها سوى ست شركات تقريبًا، بما في ذلك شركة Pitney-Bowes، بعد عشرينيات القرن العشرين.

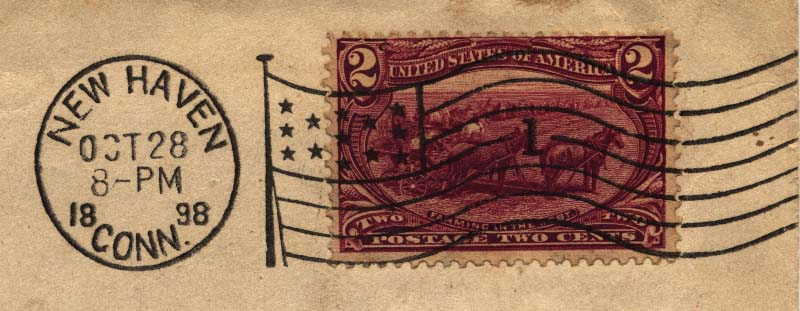
ختم إلغاء يماثل علم الولايات المتحدة لعام 1898، على طابع بريد بقيمة 2 سنت بعنوان "الزراعة في الغرب" من إصدار ترانس ميسيسيبي في ذلك العام

ظهرت أيضًا شعارات الشعارات لأول مرة في عقد التسعينيات من القرن التاسع عشر، في البداية للإعلان عن معرض عموم أمريكا في بوفالو، في ولاية نيويورك، ثم توسعت تدريجيًا لتشمل مجموعة واسعة من الاستخدامات. الشعارات شائعة اليوم، ولا تزال هيئة البريد الأمريكية تستخدمها للترويج للمناسبات الخاصة، وكذلك لتشجيع ممارسات بريدية أفضل (مثل استخدام رموز بريد الولايات المتحدة، والعنونة الصحيحة، وما إلى ذلك).

## معرض صور
- بطاقة بريدية أمريكية من عام 1911، ملغاة بواسطة ختم شعار علم الولايات المتحدة المكون من 13 نجمة.
- رسالة من الولايات المتحدة، تم إلغاؤها بختم آلي في 21 فبراير 1901
- بطاقة بريدية من إنتاج شركة أوسجود لتوريد الصور في جاليسبرج، إلينوي، تُظهر ختم جاليسبرج البريدي بتاريخ 10 يناير 1908.
- طابع ملغى بختم في 25 أبريل 1907 وفي بيركلي، كاليفورنيا في 28 أبريل 1907.
- بطاقة بريدية ملغاة بواسطة ختم البريد مينيابوليس، مينيسوتا، 20 أبريل 1971.

## روابط خارجية
- الصفحة الرئيسية لموقع الجمعية الدولية للإلغاء الآلي
- صفحات تحتوي على العديد من الأمثلة الأمريكية
- إلغاءات الآلات في لاتفيا